# Истина в вине (фильм)
«Истина в вине» (фр. Adieu, plancher des vaches!) — «Прощай, насиженный шесток» или «Прощай, родная земля») — французский художественный фильм режиссёра Отара Иоселиани, снятый в 1999 году.

## Сюжет
Старому хозяину огромного богатого дома нечем заняться. От скуки он строит в своей комнате детские железные дороги, пристаёт к молоденькой служанке, наслаждается вином, добытым хитростью — потому что жена запрещает давать ему алкоголь — и стреляет в лесу по бумерангам из ружья.
Сын хозяина стыдится своего аристократического происхождения и поэтому пытается сам зарабатывать себе на жизнь, подрабатывая мойщиком окон и посуды. Завязав знакомство с местными бродягами, он время от времени угощает их вином из фамильного погреба.
И только жену хозяина её положение устраивает. Она ездит по деловым встречам, устраивает банкеты и наслаждается жизнью.
В жизни каждого из героев фильма определённое значение имеет вино. Оно лечит или убивает, помогает найти общий язык или ссорит, дарит спокойствие или веселье.
Фильм снят в классическом стиле Иоселиани — ощущение подглядывания, лёгкость и незаострённость ни на одном из сюжетов. Каждый сюжет случается как бы между прочим и не раскрывается полностью — режиссёр предоставляет право зрителю самому представить детали, не засоряя картину подробностями.

## В ролях
| Актёр               | Роль              |
| ------------------- | ----------------- |
| Нико Тариелашвили   | сын               |
| Отар Иоселиани      | отец              |
| Лили Лавина         | мать              |
| Филипп Бас          | ухажёр на мотарде |
| Матье Амальрик      | пьяница в баре    |
| Амиран Амиранашвили | бродяга           |
| Нарда Бланше        | старушка          |

## Съёмочная группа
- Режиссёр: Отар Иоселиани
- Автор сценария: Отар Иоселиани
- Оператор: Вильям Любчанский
- Композитор: Николай Зурабишвили